# 明极楚俊
明极楚俊，1262年至1336年，南宋末年高僧，以六十七岁高龄东渡日本传播佛学，是日本佛教史上重要僧人，也是书法家、文学家，对日后文学、书法影响巨大。

## 生平
生于中国南宋末年景定三年（1262年），生于明州庆元府昌国县，今属宁波市镇海区。祖上为余姚黄氏，俗姓黄。号明极，法号楚俊，日本称燄慧禅師。
早年在金陵（今江苏南京）的奉聖寺、瑞巖寺、普慈寺修行。后赴婺州（今浙江金华）双林寺，徑山寺，钱塘（今浙江杭州）靈隱寺，庆元（今浙江宁波）天童寺，淨慈寺说法，都被请为“第一座”。六十七岁时从明州东渡日本，六十八岁高龄抵达日本，在日本大阪创建广严寺。
日本元德二年（1330年）初，在路过关东途中，后醍醐天皇听闻明极楚俊的高名，特别召见他，向他问法。天皇赐他燄慧禅師。同年二月，北条高时邀请他任神奈川建长寺住持。
元弘之乱后，后醍醐天皇重新掌权，于元弘三年（1333年），特招明极楚俊赴京（今日本京都），任日本禅宗最高寺庙京都南禅寺住持。1334年，住持建仁寺。又再任广延寺开山住持。1336年，在广延寺方丈任上圆寂，享年七十五岁。

## 遗物
明极楚俊遗墨现在多为日本“重要文化财”或“重要美术品”，代表有
- 日本五岛美术馆藏《明极楚俊墨迹偈頌》[1]

## 著作
- 《夢窓明極唱和篇》 [2]
- 《明極楚俊語録》 [2]
- 《明極楚俊遺稿》 [2]